# Лаутер-Бернсбах
Лаутер-Бернсбах (нем. Lauter-Bernsbach) — город в немецкой федеральной земле Саксония. Административно подчинён району Рудные горы.
Лаутер-Бернсбах появился в ходе коммунальной реформы 1 января 2013 года путём объединения прежде независимого города Лаутер (Саксония) с соседней общиной Бернсбах. Городские права новое поселение унаследовало от Лаутера.
Коммуна состоит из трёх подрайонов:
- Бернсбах
- Лаутер
- Оберпфанненштиль

На конец 2015 года население Лаутер-Бернсбаха составляло 8877 человек.